# 聖伯多祿主教座堂 (彼得羅波利斯)
圣伯多禄主教座堂(葡萄牙語：Catedral de São Pedro de Alcântara), 又名彼得罗波利斯主教座堂，是天主教彼得罗波利斯教区的主教座堂，位于巴西彼得罗波利斯, 供奉该国的主保圣人Peter of Alcantara。
该堂是巴西皇帝佩德罗二世及其家人的安葬之处。
该堂为哥特复兴风格，始建于1884年，1925年完成。钟楼建于1969年。

## 历史

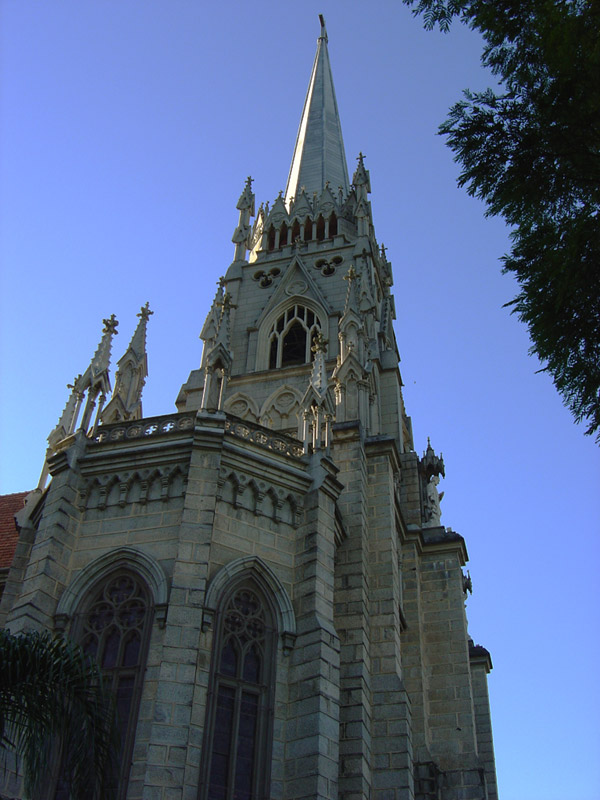
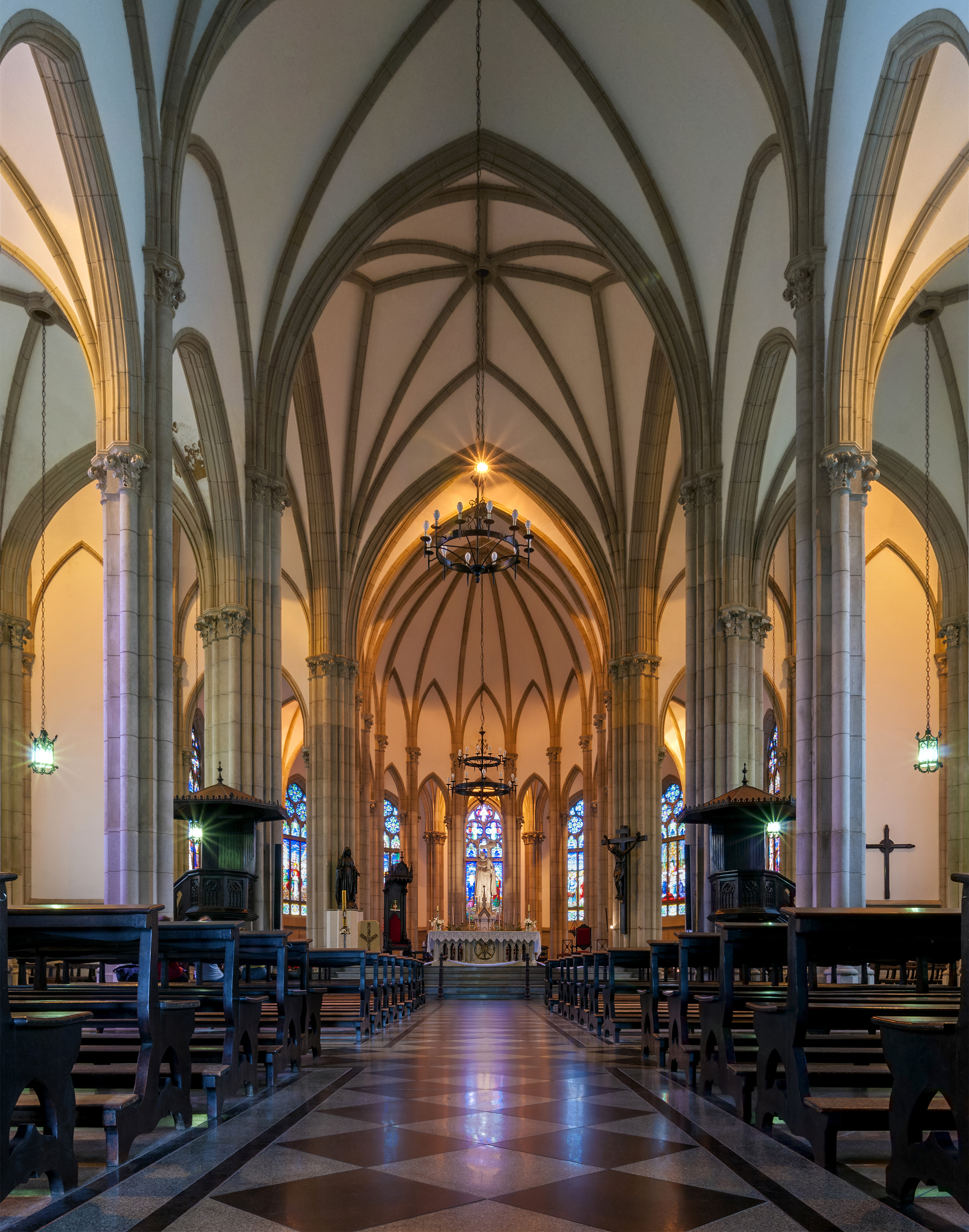
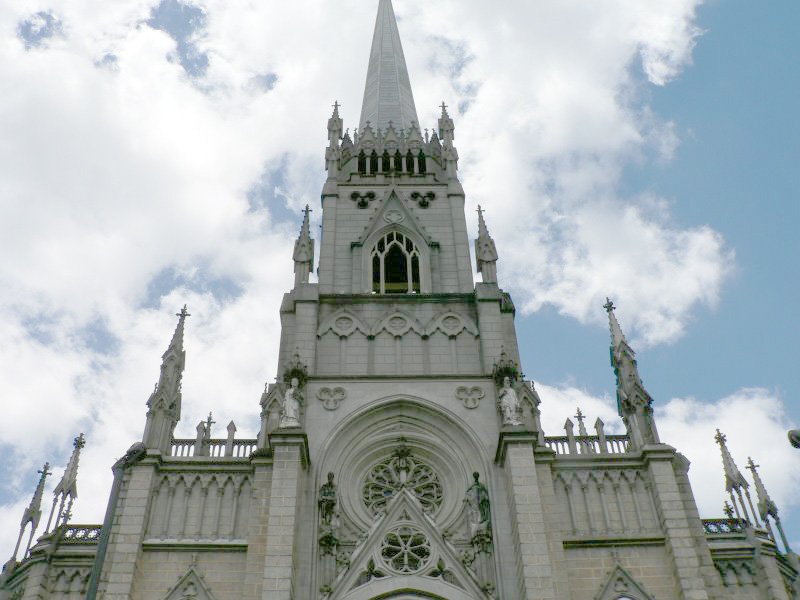
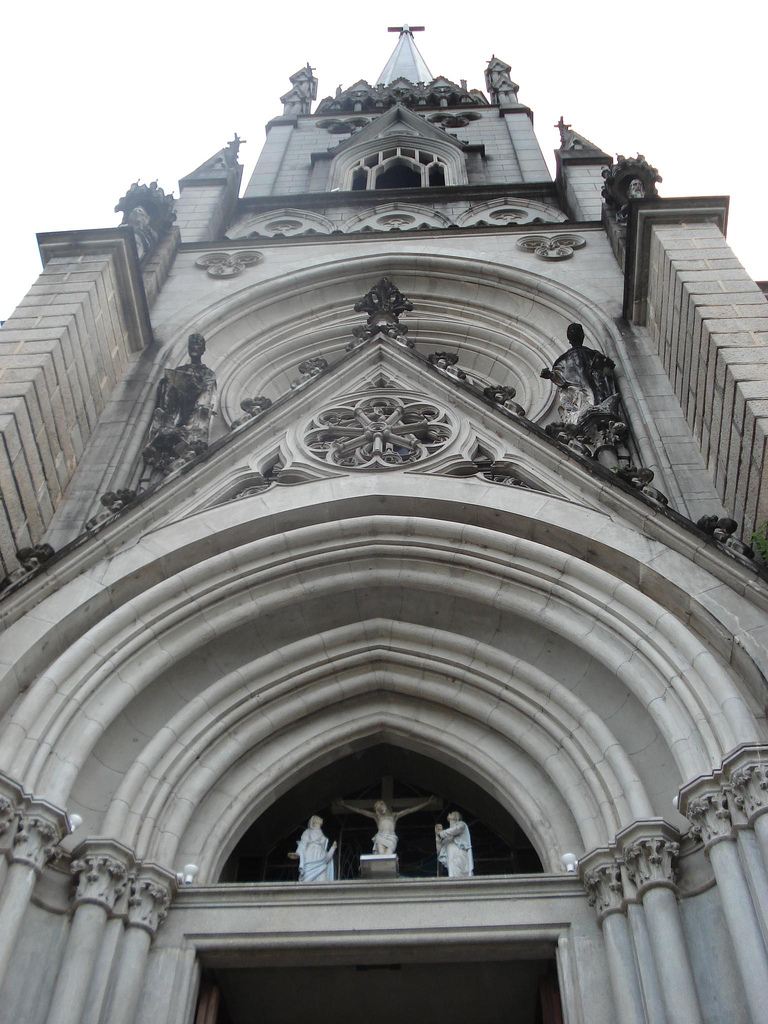
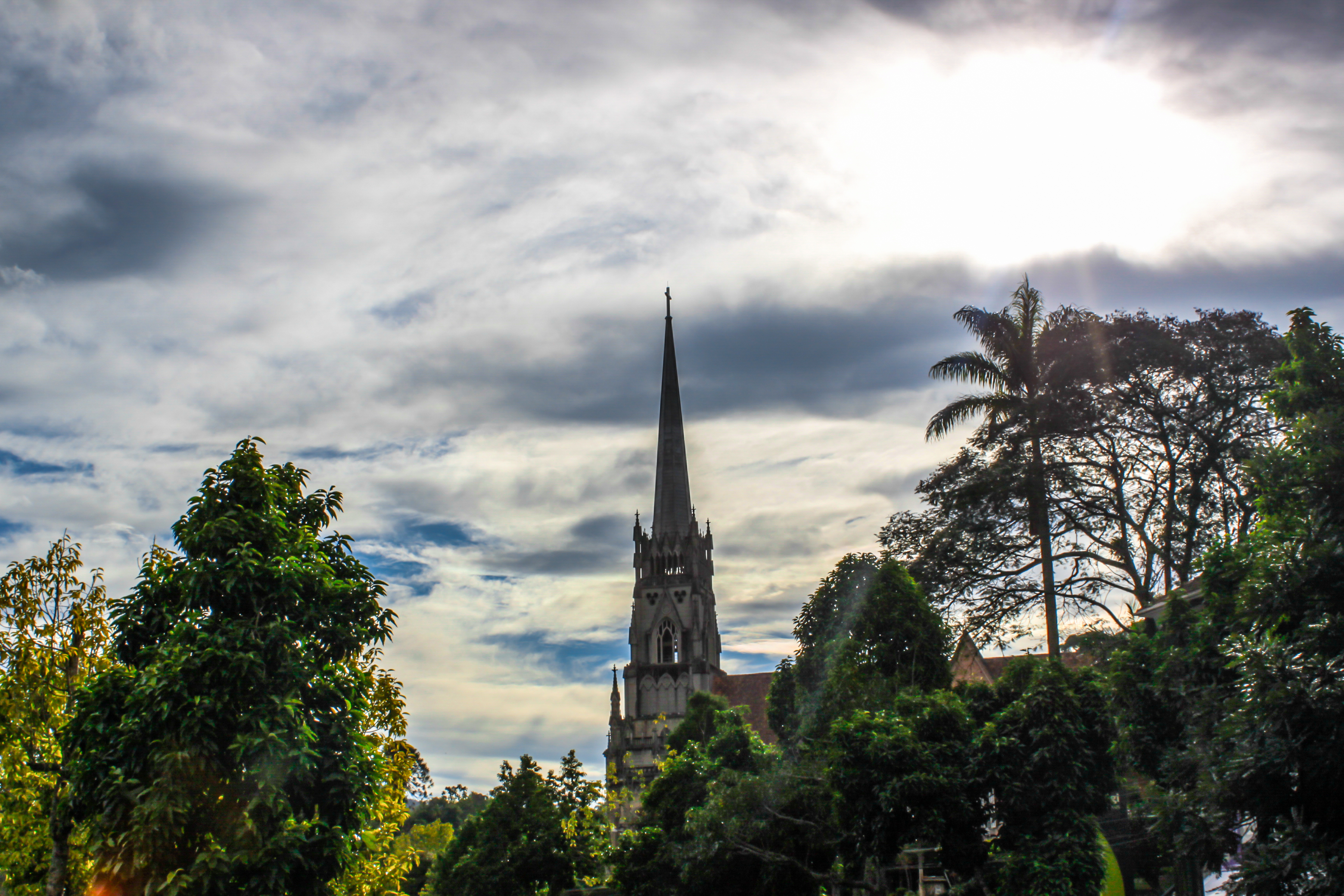
Side view
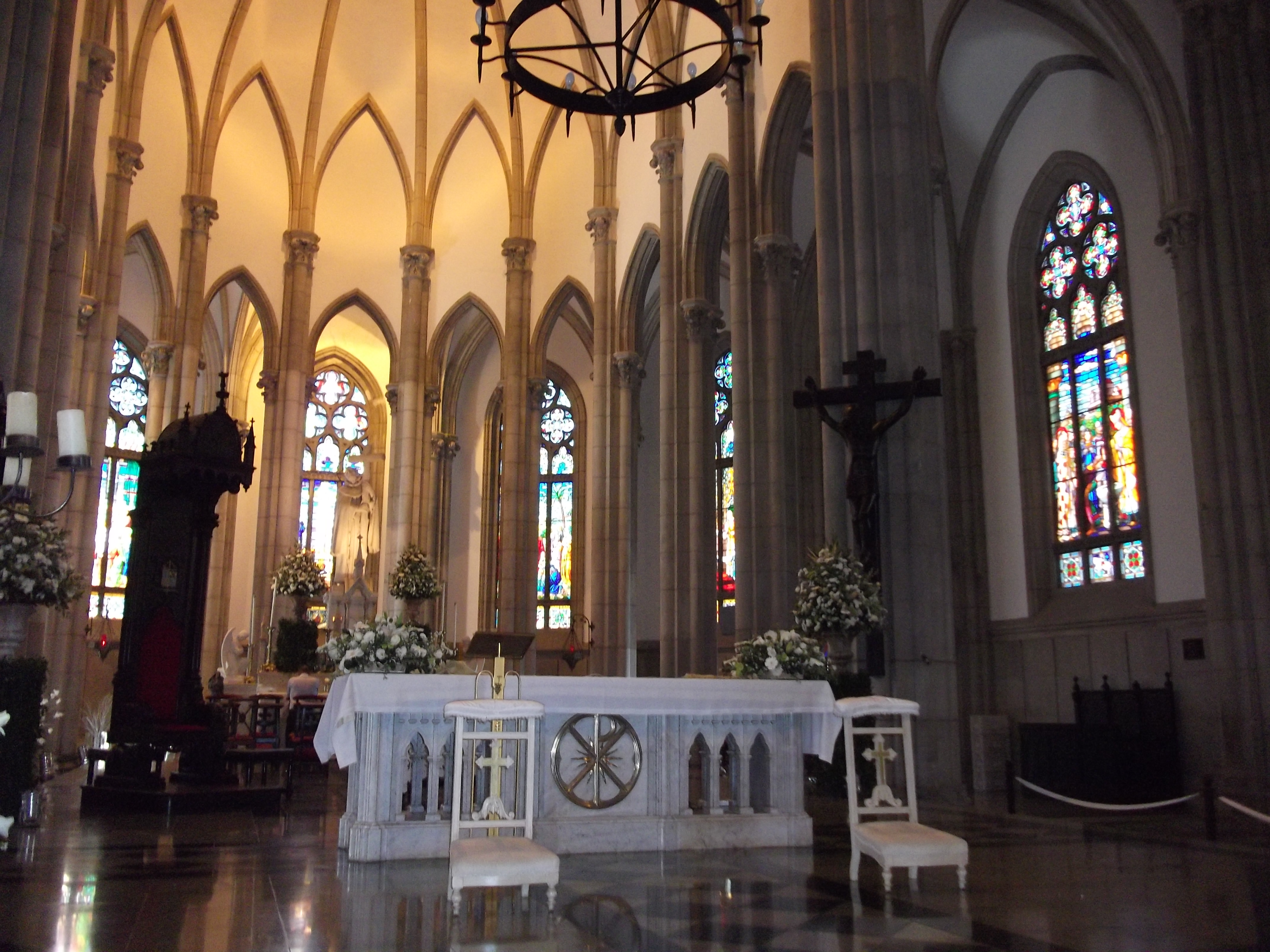
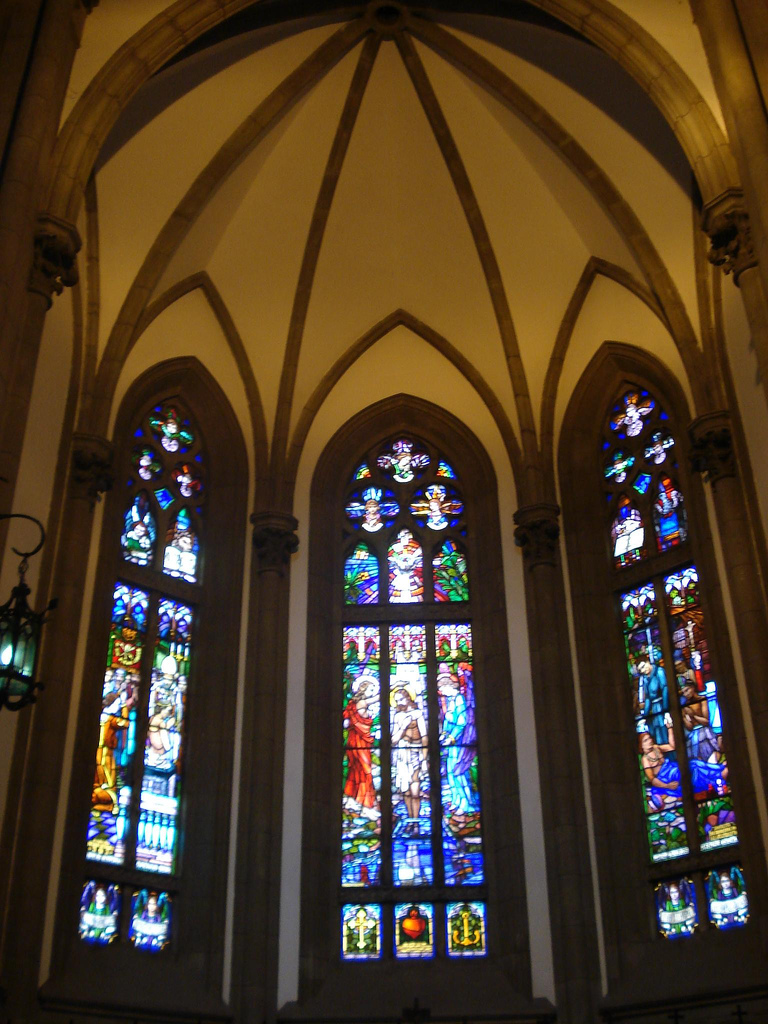
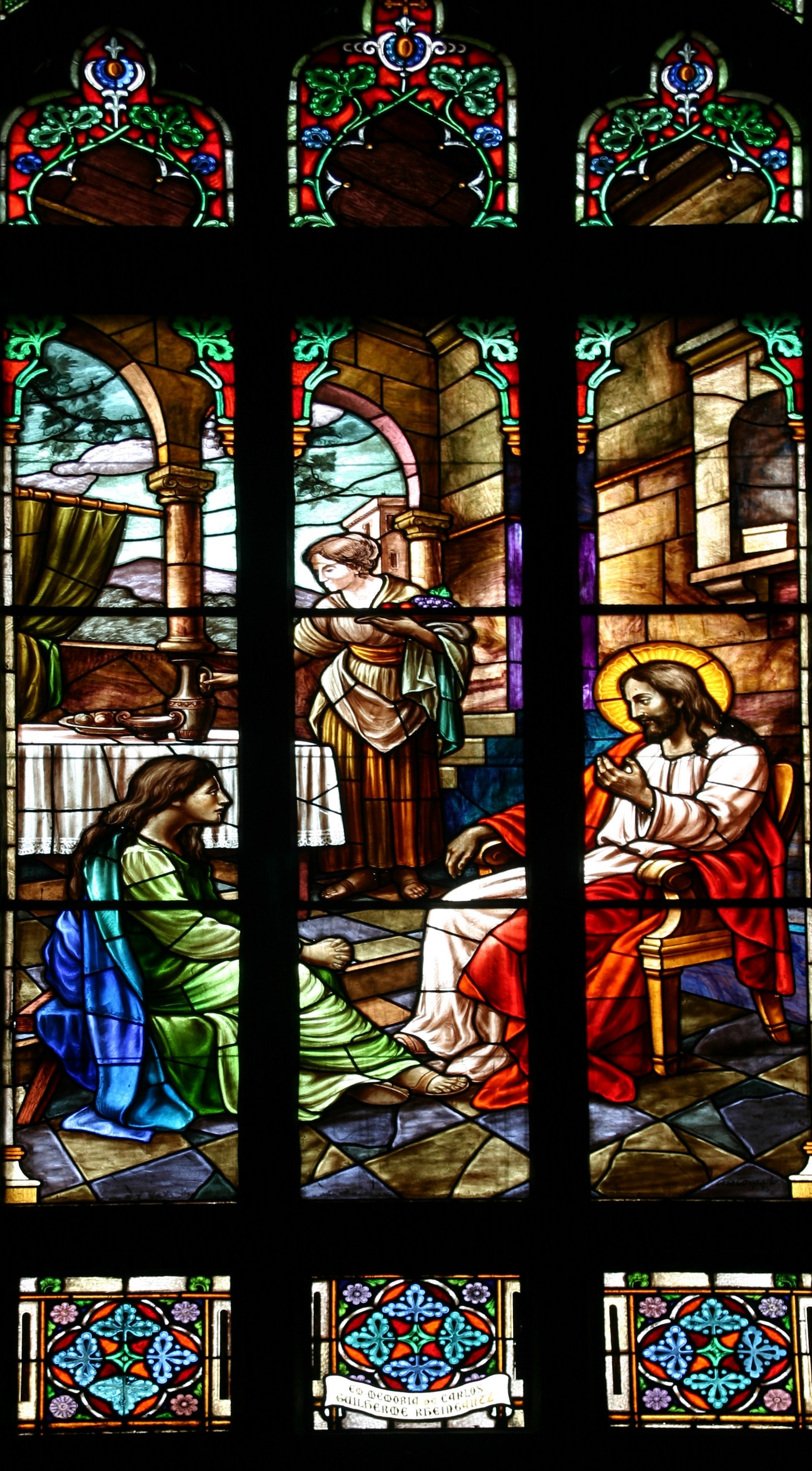
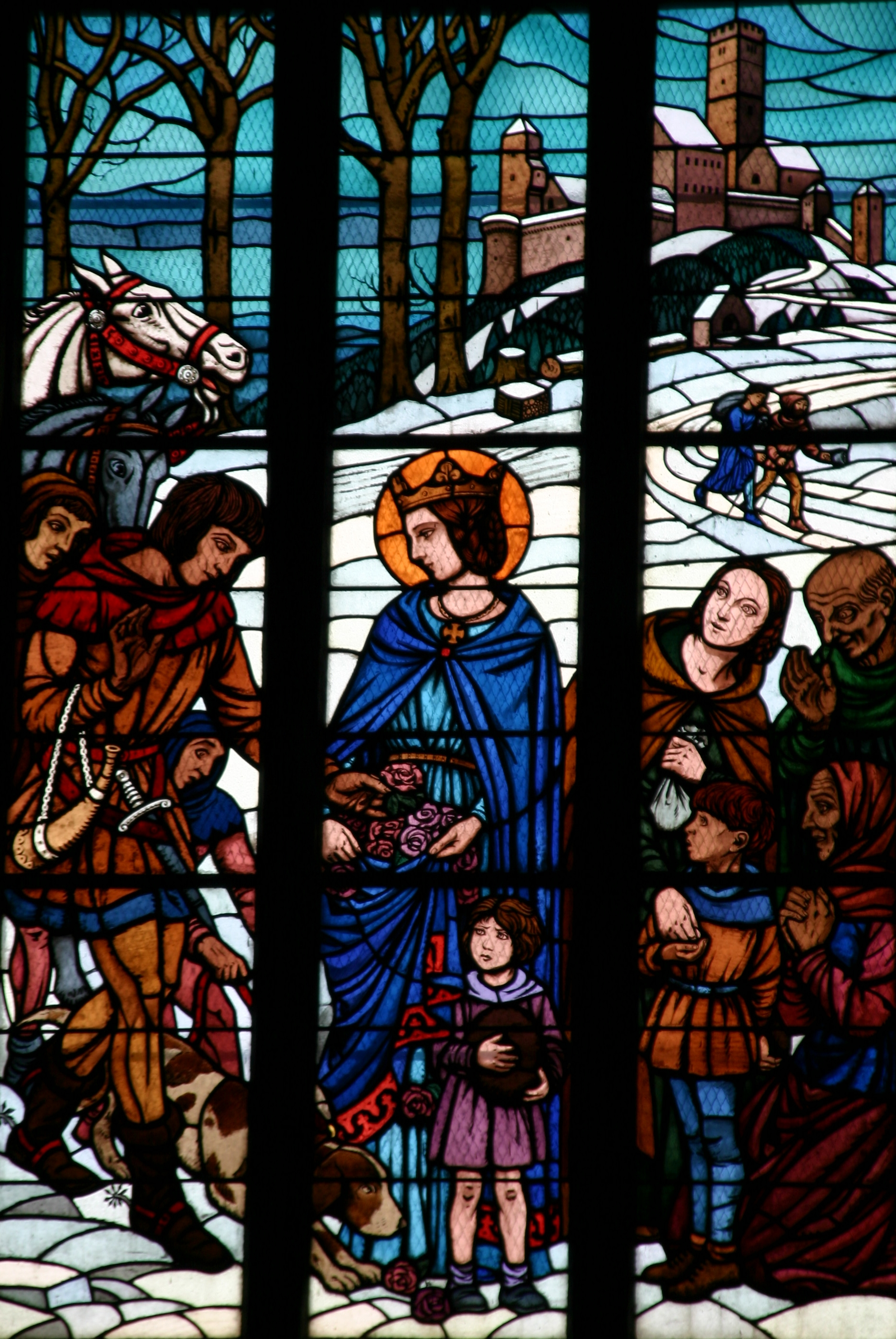
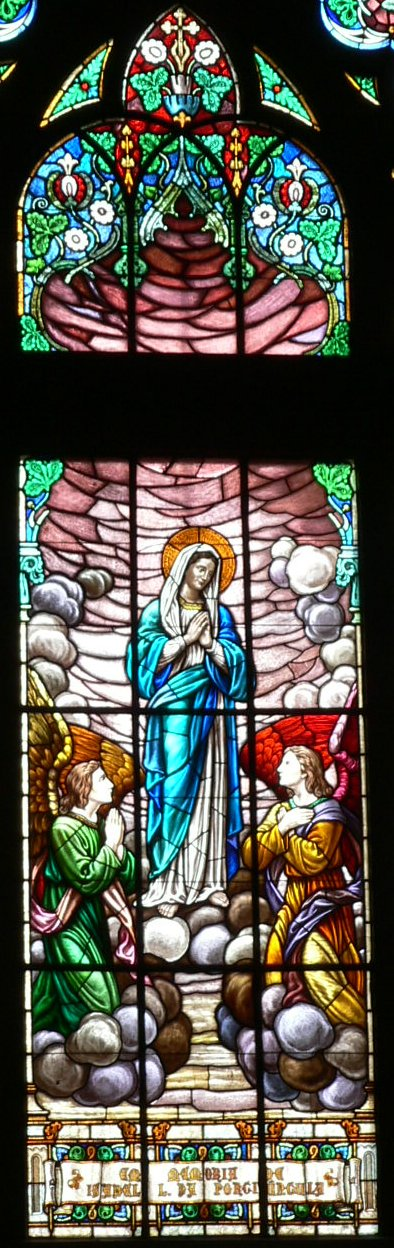
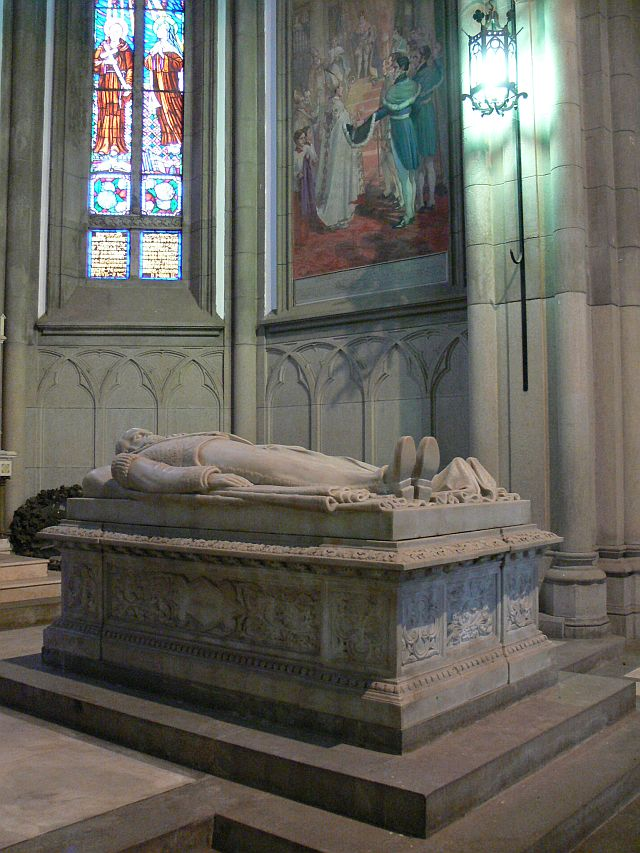
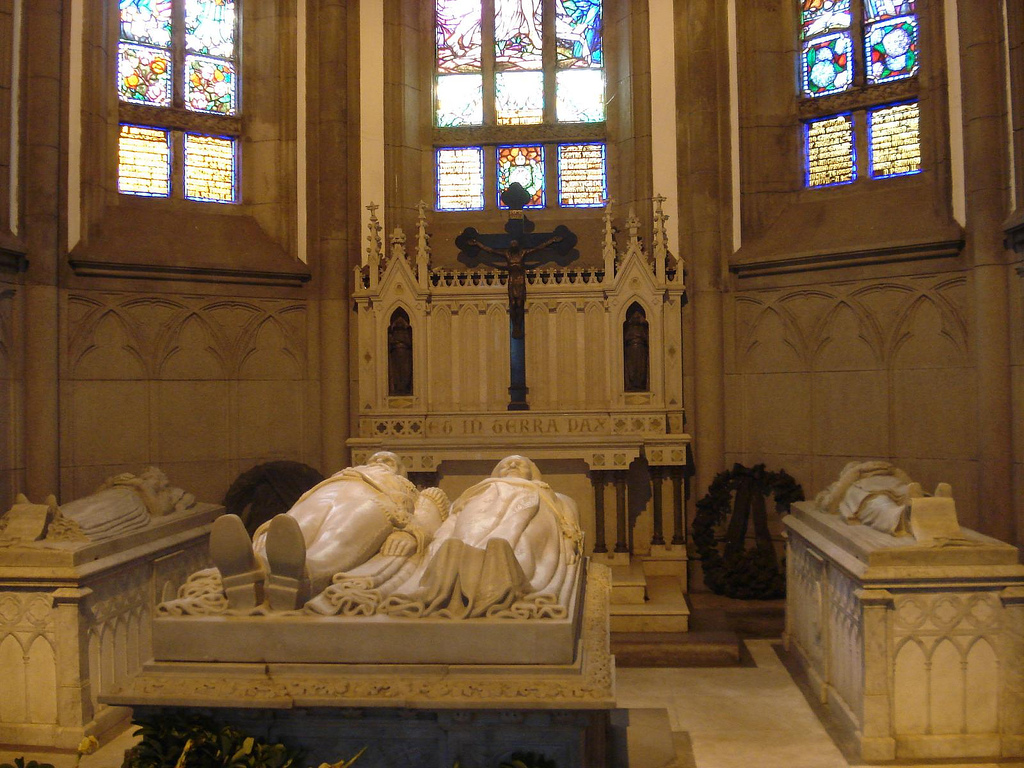
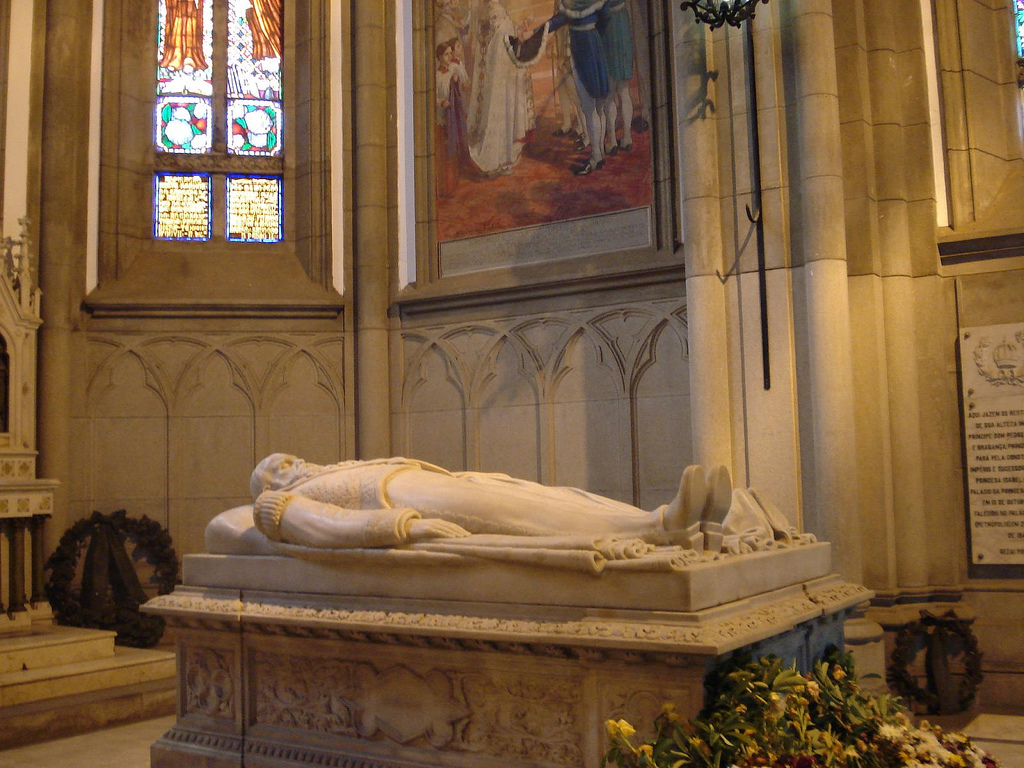
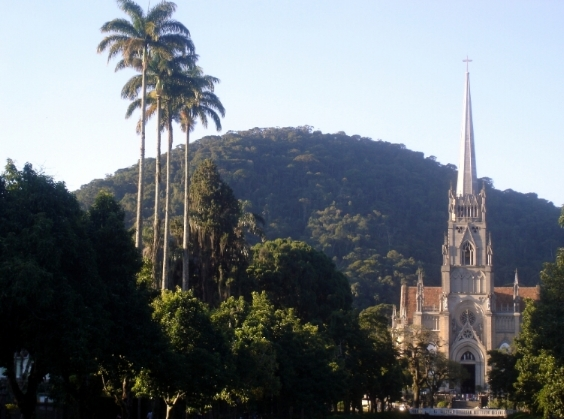